# La Vie aux aguets

La Vie aux aguets (Restless) est un roman d'espionnage écrit par William Boyd, paru en 2006 et en 2007 en France.

## Résumé
La Vie aux aguets est pris en charge par deux narrateurs alternatifs : Ruth Gilmartin, mère célibataire et professeur particulier vivant à Oxford, et la mère de cette dernière, Sally Gilmartin, alias Eva Delectorskaya, émigrée russe devenue espionne pendant la Seconde Guerre mondiale et qui s'est installée dans l'incognito d'un petit village anglais et d'un mari honorable.
Un chapitre sur deux, Ruth fait part au lecteur de sa vie quotidienne (son fils Jochen, ses élèves, l'apparition de l'oncle de Jochen, un délinquant) ainsi que de ses inquiétudes vis-à-vis des révélations de Sally qu'elle pense atteinte de paranoïa. Mais peu à peu, Ruth doit admettre le passé de sa mère d'autant plus que celui-ci se rappelle à elle un jour.
De son côté, Eva-Sally narre ses aventures sous le titre de L'Histoire d'Eva Delectorskaya. Après la mort de son frère à Paris, Eva jeune femme indépendante apprend que celui-ci faisait partie d'un groupe d'espionnage. Elle est convaincue de reprendre le travail de Kolia par son chef Lucas Romer à la British Security Coordination (BSC). Les missions d'Eva la conduisent de Belgique en Angleterre de New York au Nouveau-Mexique où l'attend la plus importante. Trahie sur le point de transmettre une carte, Eva assassine son correspondant et comprend l'identité de la brebis galeuse au sein des services : Romer dont elle était tombée peu à peu amoureuse. L'espionne fuit, brouille les pistes et finit par revenir en Angleterre où elle rencontre Gilmartin, son futur époux.
Les derniers chapitres, écrits par Ruth, concernent l'affrontement final de Eva et Romer devenu un lord à la réputation honorable. Lorsqu'il apprend que son ancienne complice est vivante, l'homme commet un suicide déguisé. La "Vie aux aguets" de Sally semble terminée, mais Ruth la voit continuer ses surveillances comme si elle attendait le destin.

## Faits authentiques
Comme le précise Boyd dans une postface, les personnages et la plupart des faits de La Vie aux aguets sont fictifs. Néanmoins, on y trouve certains événements authentiques encore que peu connus du public. Ainsi, le bureau où travaille Eva, la BSC a bien existé. C'était une vaste organisation d'opérations clandestines censée amener les Américains à rejoindre le conflit européen.

## Adaptation
La Vie aux aguets (Restless), téléfilm adapté du roman, diffusé en 2012.